# Alex Meret
Alex Meret (n. 21 aprilie 1997, Udine, Italia) este un fotbalist profesionist italian care joacă ca portar pentru clubul din Serie A, Napoli și echipa națională a Italiei.